# Bitwa pod Lesienicami
Bitwa pod Lesienicami (zwana też bitwą pod Lwowem lub bitwą na trakcie gliniańskim) – bitwa stoczona 24 sierpnia 1675 roku podczas wojny polsko-tureckiej (1672–1676), w której bardzo dużą rolę odegrała „fałszywa husaria”. 

## Geneza
W końcu czerwca armia turecka pod wodzą Ibrahima Szyszmana „Tłuściocha” (20–30 tysięcy żołnierzy) przeprawiła się przez Dniestr pod Tehinią i opanowała Bar. W lipcu pod Manaczynem dołączyła do nich armia tatarska (około 30 tysięcy ordyńców).
Gdy król Polski Jan III Sobieski dowiedział się o tym, obsadził zamki podolskie częścią swych skromnych sił w celu opóźnienia marszu armii Szyszmana oraz wezwał chłopów, by w lasach przygotowali zasieki i zasadzki. Resztę swych sił Sobieski skoncentrował w okolicach Lwowa. Dnia 27 lipca Turcy zajęli zamek w Zbarażu i zdobyli zamek w Podhajcach. Po Podolu i Wołyniu rozlały się zagony tatarskie. Na wieść o koncentrujących się pod Lwowem wojskach polsko-litewskich, 22 sierpnia Ibrahim Szyszman wysłał około 10 tysięcy Tatarów pod Lwów w celu ich zlikwidowania.
Sobieski miał do dyspozycji 6 tysięcy żołnierzy, w tym połowę jazdy. Gdy dowiedział się o idących na niego Tatarach, rozstawił część swych sił (głównie dragoni i lekka jazda) na czterech kierunkach, skąd mógł przybyć nieprzyjaciel, natomiast husaria została w odwodzie (około 1,2–1,5 tysiąca żołnierzy). Piechota stanęła w ufortyfikowanym obozie pod miastem.

## Bitwa
Na trakcie gliniańskim 24 sierpnia pojawili się Tatarzy, idąc wzdłuż rzeki Pełtwi. Była to zwężająca się równina umieszczona między wzgórzami a bagnami rzeki. Dwa jedyne wyjścia z tej doliny zostały obsadzone przez dragonów i lekką jazdę. Ponadto Sobieski za wzgórzami ustawił czeladź obozową z kopiami, mającą udawać, że stoi tam potężna masa kawalerii. Tatarzy, chcąc wyjść z obozu, zaatakowali pilnującą wyjścia grupę Stefana Bidzińskiego i Hieronima Augustyna Lubomirskiego (400 żołnierzy). Gdy zostali odparci, uderzył na nich Sobieski z dwoma tysiącami jazdy (głównie husaria oraz 300 jeźdźców litewskich, których przywiódł hetman polny litewski Michał Kazimierz Radziwiłł).
Stłoczeni Tatarzy nie mogli wykorzystać swej przewagi liczebnej. Do tego paraliżowała ich myśl o gotowej do natarcia kawalerii za wzgórzami. Walka była zatem krótka, Tatarzy zostali rozbici a pościg za nimi trwał ponad milę. Rozgromiona orda zatrzymała się dopiero pod Złoczowem.

## Upamiętnienie
Walki rycerstwa polskiego pod Lesienicami zostały, po 1990 roku, upamiętnione na Grobie Nieznanego Żołnierza w Warszawie napisem na jednej z tablic, „LWÓW 24 VIII 1675”. 